# Norbert Huber
Norbert Huber (Brzozów, 14 de agosto de 1998) é um jogador de voleibol polonês que atua na posição de central.

## Carreira

### Clube
O central iniciou sua carreira no voleibol na SMS Brzozów (2012–2013), antes de se juntar ao AKS Resovia (2013–2017). Durante esse período, também defendeu as cores do SMS Spała (2014–2017). Em 2017, estreou na primeira divisão do campeonato polonês ao se transferir para o Cerrad Czarni Radom. No ano de 2019, atuando pelo PGE Skra Bełchatów, foi vice-campeão da Supercopa Polonesa.
Em 2021, assinou contrato com o ZAKSA Kędzierzyn-Koźle. Com o novo clube, Huber conquistou três títulos nacionais: duas vezes a Copa da Polônia e uma vez o Campeonato Polonês. Além disso, ergueu a taça da Liga dos Campeões por duas vezes consecutivas. Ao final da temporada 2022–23, o central assinou com o Jastrzębski Węgiel.

### Seleção
Em 2016, o central conquistou o título do Campeonato Europeu Sub-21. No ano seguinte, conquistou o título do Campeonato Mundial Sub-21 ao derrotar a seleção cubana por 3 sets a 0. Em 2019, estreou na seleção adulta polonesa, onde conquistou a medalha de bronze na Liga das Nações de 2019 e o vice-campeonato na Copa do Mundo de 2019, vencendo 9 das 11 partidas disputadas.
Em 2021, conquistou o vice-campeonato da terceira edição da Liga das Nações ao perder a final para a seleção brasileira por 3 sets a 1.
Disputando o seu primeiro Campeonato Europeu adulto, Huber, junto com a seleção polonesa, derrotou a seleção italiana por 3 sets a 0 e conquistou o Campeonato Europeu de 2023.

## Títulos
ZAKSA Kędzierzyn-Koźle
- Liga dos Campeões: 2021–22, 2022–23
- Campeonato Polonês: 2021–22, 2023–24
- Copa da Polônia: 2021–22, 2022–23

Seleção Polonesa
- Campeonato Mundial Sub-21: 2017
- Campeonato Europeu Sub-21: 2016

## Clubes
| Anos      | Clubes                 |
| --------- | ---------------------- |
| 2017–2019 | Cerrad Czarni Radom    |
| 2019–2021 | PGE Skra Bełchatów     |
| 2021–2023 | ZAKSA Kędzierzyn-Koźle |
| 2023–     | Jastrzębski Węgiel     |